# Smittina landsborovii
Smittina landsborovii is een mosdiertjessoort uit de familie van de Smittinidae. De wetenschappelijke naam van de soort is voor het eerst geldig gepubliceerd in 1847 door Johnston.